# 宁波梅山保税港区
宁波梅山保税港区是中国浙江省宁波市一个保税港区，位于北仑区梅山街道，是宁波舟山港的组成部分，也是继上海洋山、天津东疆、大连大窑湾、海南洋浦后中国大陆第五个保税港区，规划面积7.7平方公里。

## 历史
- 2008年2月24日，国务院批复设立宁波梅山保税港区[2]。
- 2008年3月28日，连接梅山岛的梅山大桥开工建设[3]。
- 2009年11月25日，七姓涂围涂堵口合龙[4]。
- 2010年5月18日，梅山大桥通车[5]。
- 2010年6月29日，宁波梅山保税港区一期正式通过国务院封关验收[6]。
- 2010年8月26日，宁波梅山保税港区集装箱码头启用[7]。
- 2012年3月，梅山港区口岸正式获批开放[8]。
- 2014年1月3日，连接春晓街道与梅山岛的春晓大桥正式开工[9]。
- 2017年9月29日，梅山红桥（原春晓大桥）通车[10]。
- 2019年10月10日，宁波梅山保税港区通过封关验收，开始整体封关运作[11]
- 2020年5月，宁波梅山保税港区整合优化为宁波梅山综合保税区[12]。
- 2021年，与宁波经济技术开发区合并，对外保留宁波梅山综合保税区牌子，不再保留宁波梅山岛开发建设管理委员会牌子[13]。